# Rondeelkanal

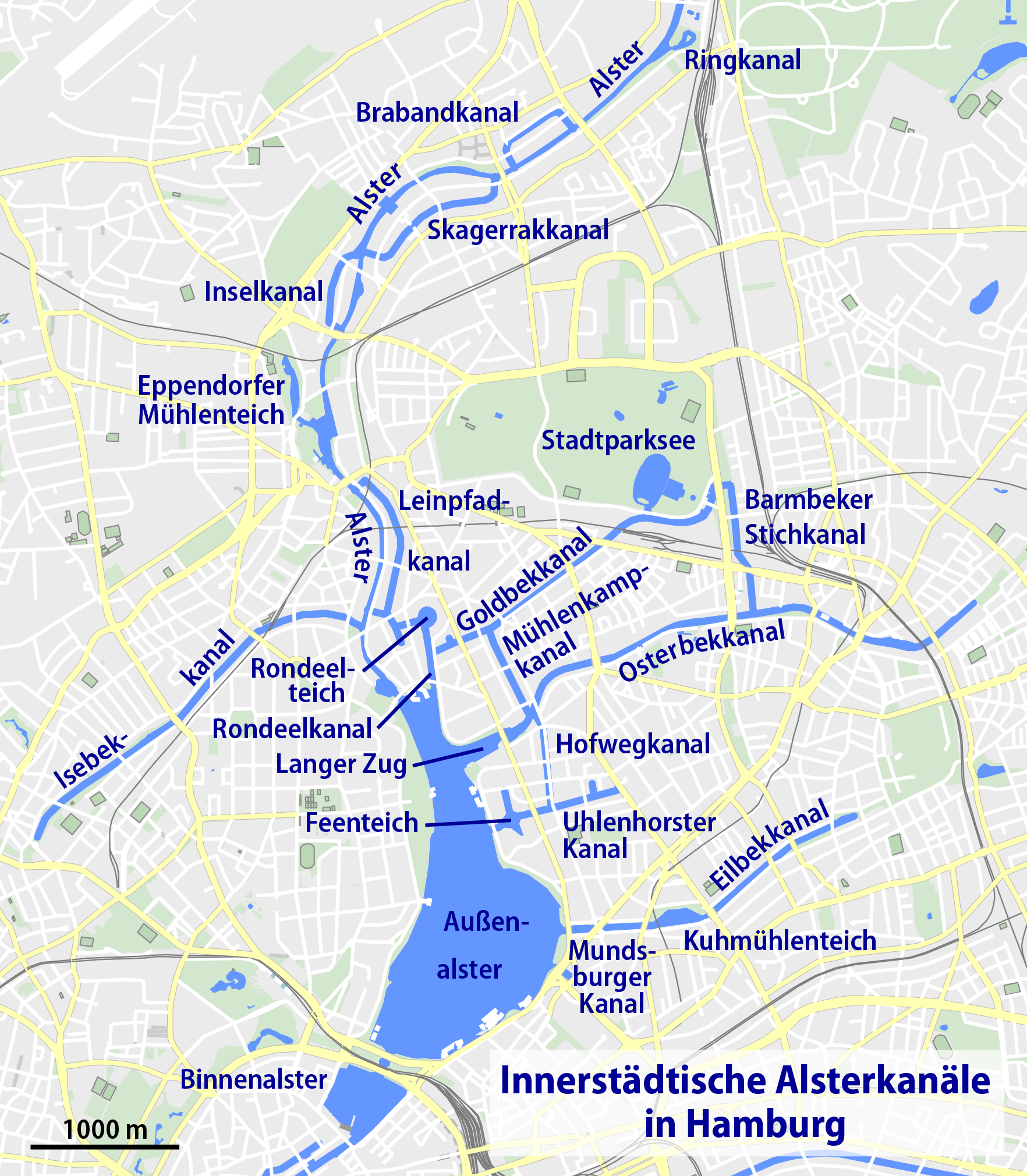
Innerstädtische Kanäle von Hamburg

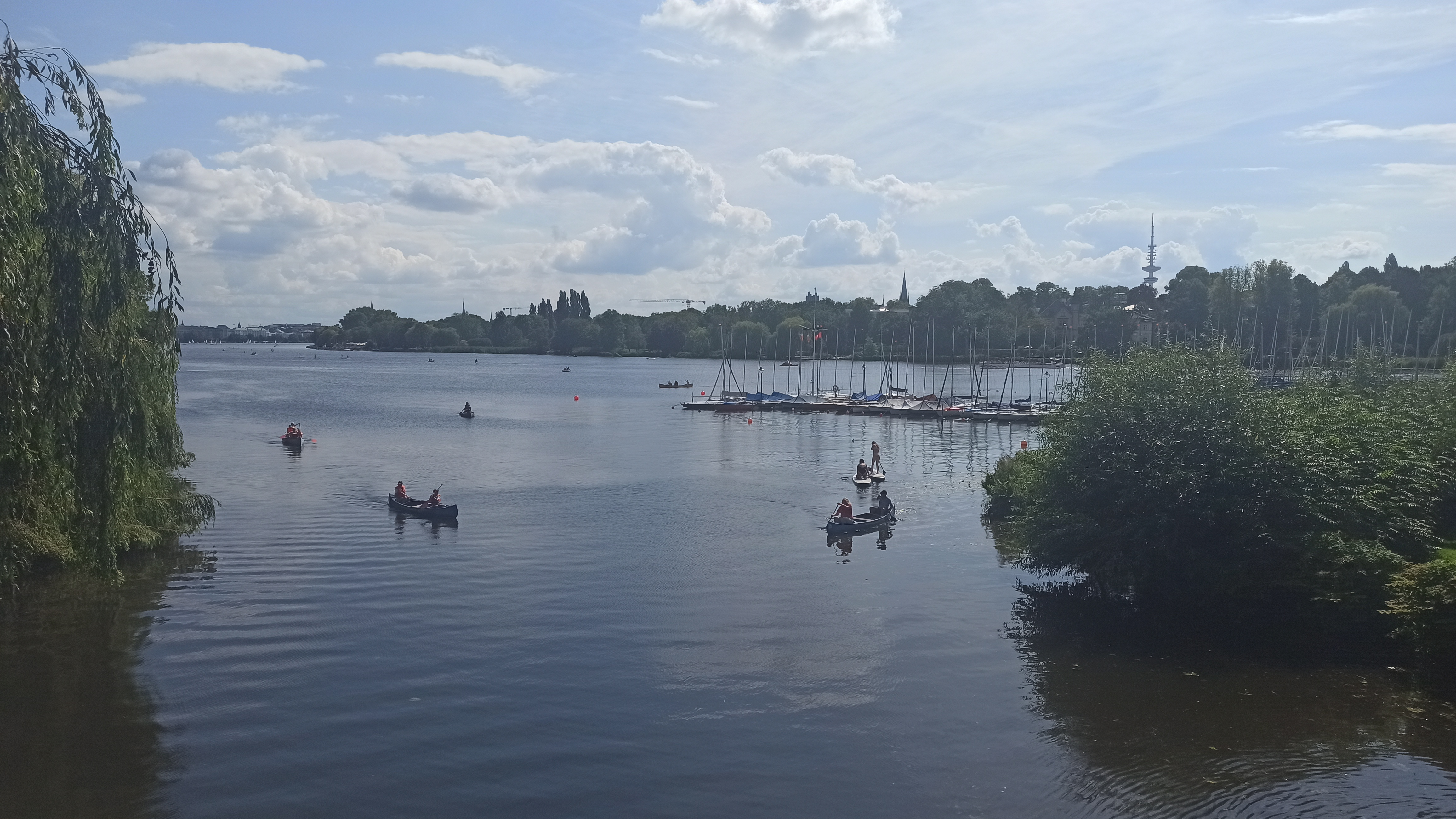
Mündung des Rondeelkanals in die Außenalster

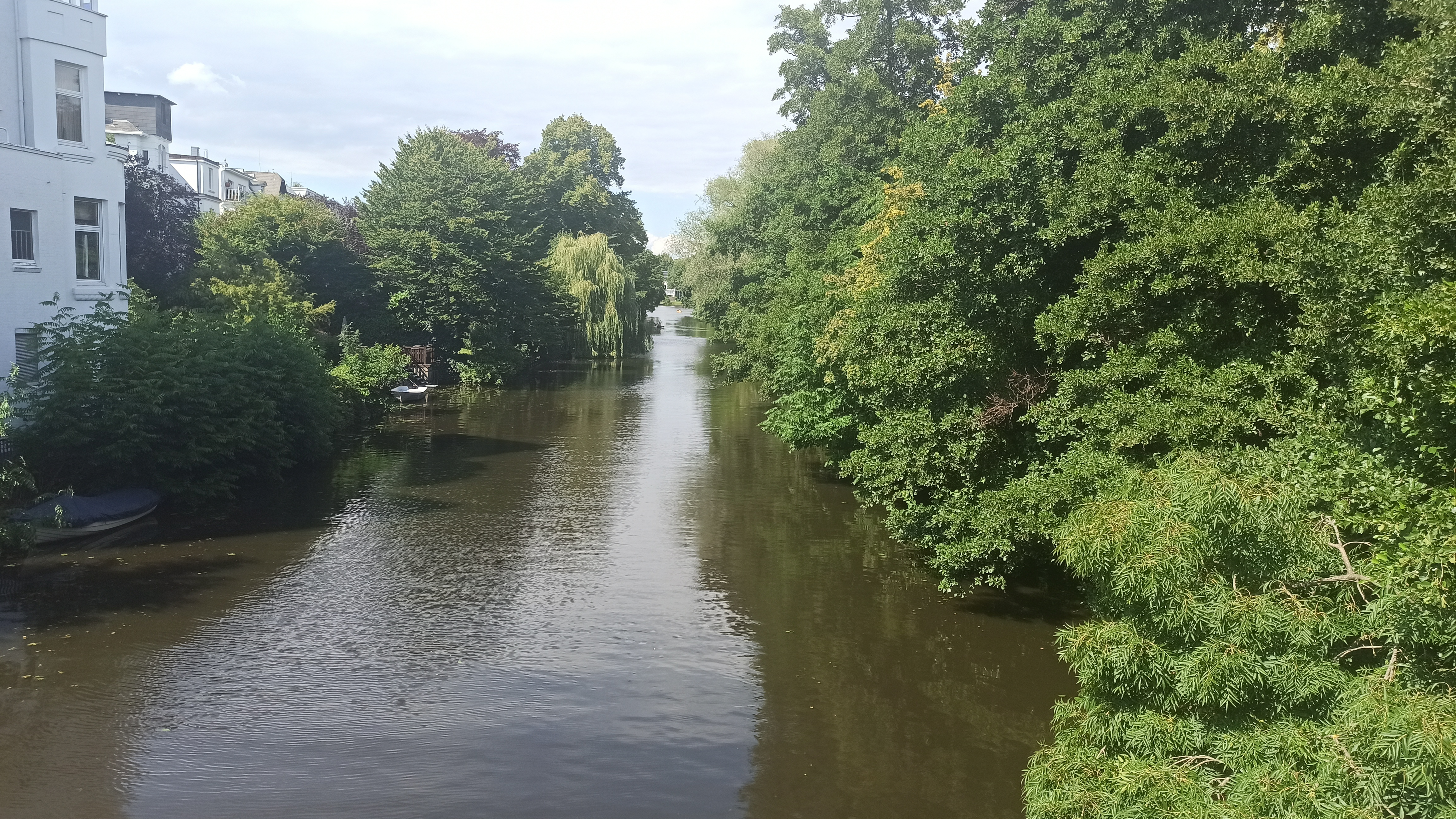
Rondeelkanal Richtung Rondeelteich

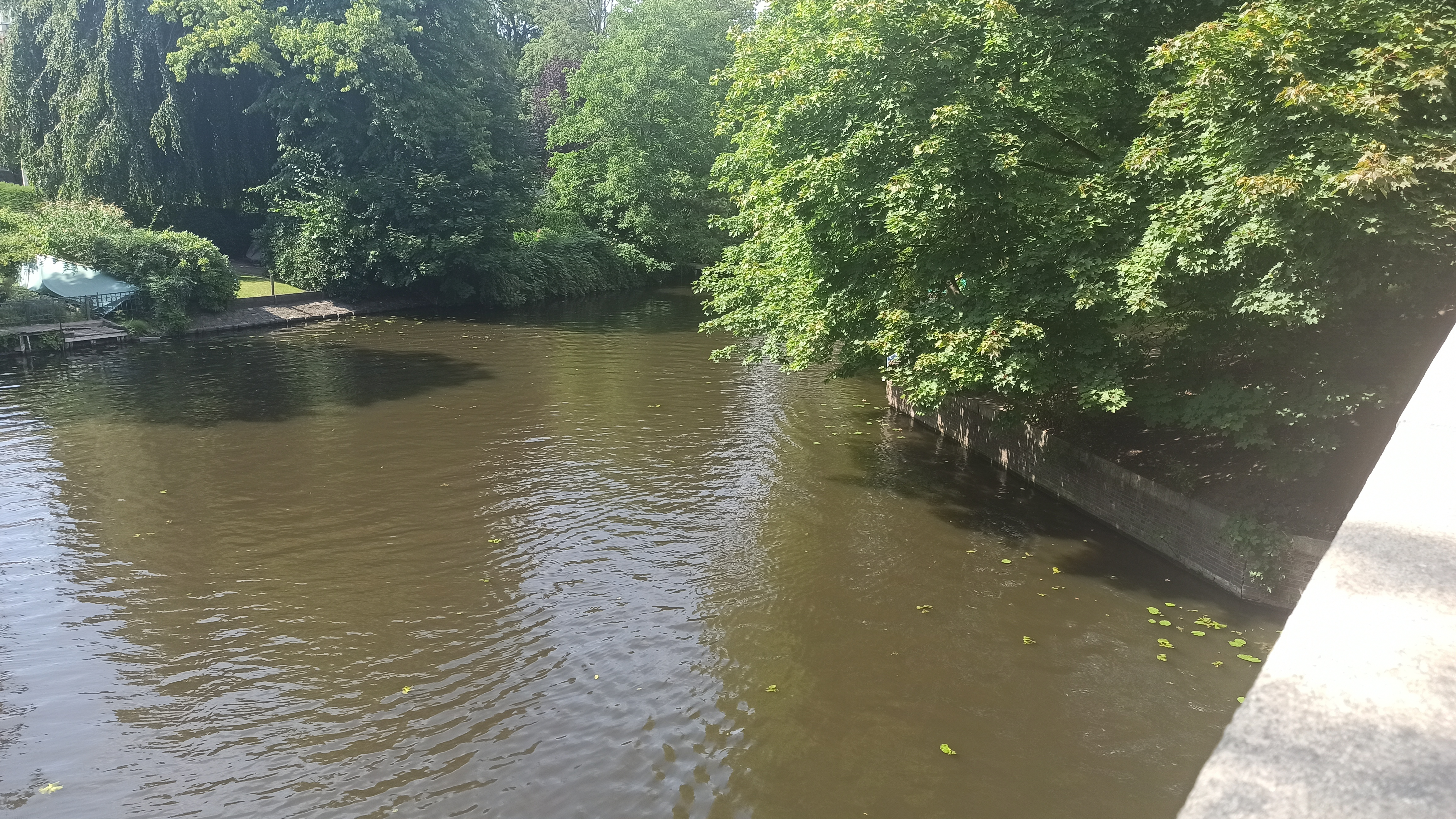
Der Goldbekkanal mündet in den Rondeelkanal

Der Rondeelkanal ist ein künstlicher Kanal in Hamburg-Winterhude. Er erstreckt sich vom Rondeelteich zur Außenalster und ist verbunden mit dem Goldbekkanal.

## Verlauf
Am nördlichen Ende des ca. 400 Meter langen und 24 bis 34 Meter breiten Kanals befindet sich der Rondeelteich. Von dort (Lage) aus verläuft der Kanal Richtung Süden parallel zur Straße Bellevue. Unterhalb der Bellevuebrücke trifft der aus östlicher Richtung kommende Goldbekkanal auf den Rondeelkanal.
Der Rondeelkanal mündet unterhalb der Fernsichtbrücke in die Außenalster (Lage).

## Fauna
Am Rondeelkanal kommen sämtliche wichtige mitteleuropäische Fischarten wie Aal, Barsch, Brassen, Hecht, Karpfen, Rapfen, Rotauge, Rotfeder, Schleie, Ukelei und Zander vor.